# Eddie Aikau
Edward Ryon Makuahanai Aikau (Kahului, 5 maggio 1946 – Hawaii, 17 marzo 1978) è stato un surfista statunitense.
La parola Makua Hanai nel nome completo di Eddie Aikau significa padre adottivo nella lingua hawaiana, un termine che si riferisce ad una pratica che era in uso alle Hawaii di trasferire i figli da una famiglia ad un'altra senza alcun passaggio legale.. Come primo bagnino ufficiale della baia di Waimea sull'isola di Oahu salvò molte vite, e divenne famoso per surfare le grandi onde hawaiane vincendo numerose competizioni, compresa un'edizione del 1977 del famoso contest Duke Kahanamoku Invitational Surfing Championship.

## Biografia

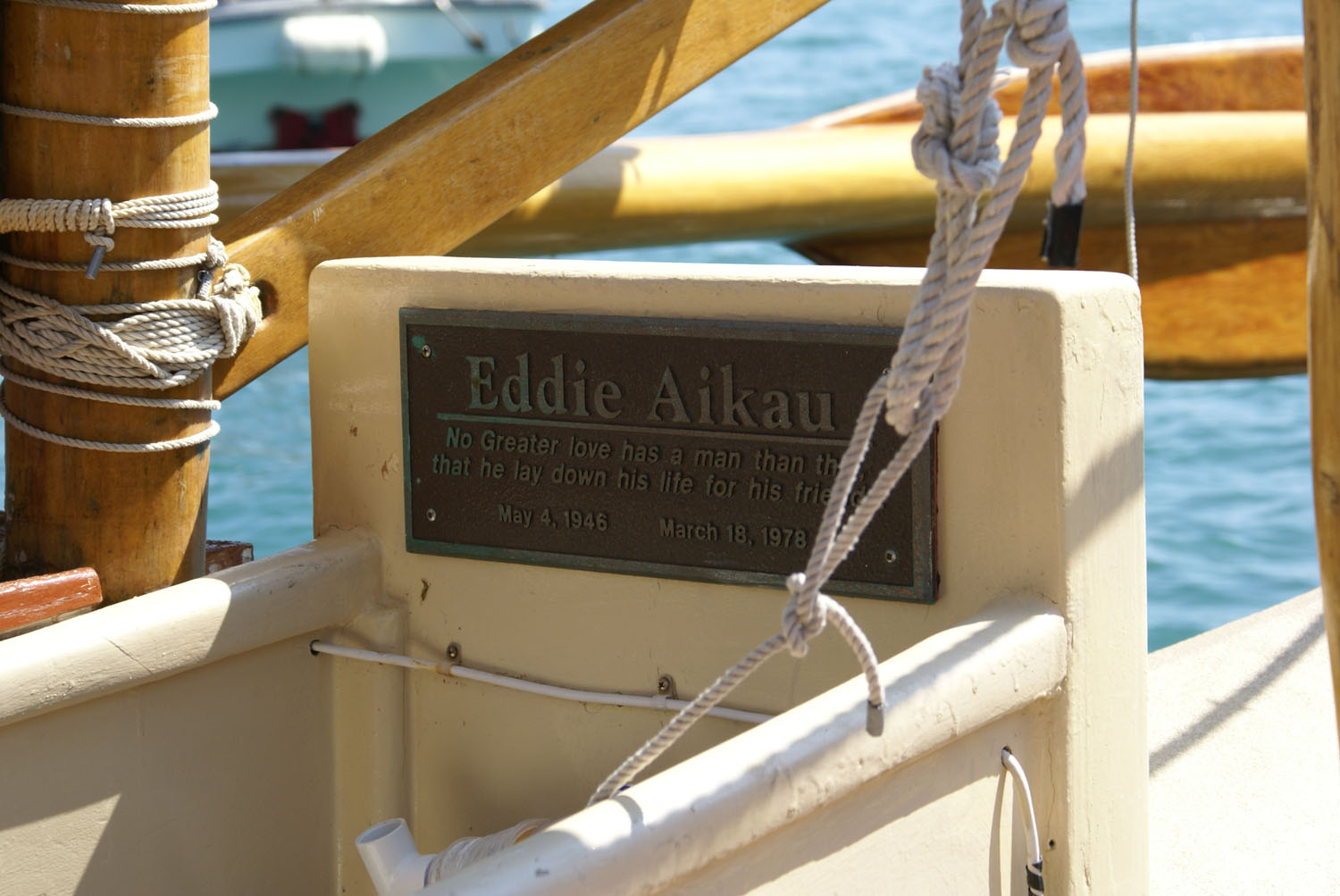
Placca in memoria di Aikau sulla Hokulea

Nato a Kahului, a Maui, Aikau era il terzo dei figli di Solomon ed Henrietta Aikau. Imparò a surfare nel porto di Kahului. Si è trasferito sull'isola di Oahu con la sua famiglia nel 1959, e all'età di 16 anni lascia la scuola per lavorare in un conservificio di ananas; la paga permette ad Aikau di acquistare la sua prima tavola da surf personale. Nel 1968 diventa il primo bagnino assunto dalla contea di Honolulu per lavorare sulla costa nord. La contea diede incarico ad Aikau di pattugliare le spiagge tra Pūpūkea e Haleiwa. Non ci fu alcuna vittima in mare durante il suo servizio nella baia di Waimea, con Aikau che non si poneva problemi ad affrontare onde di 30 piedi e oltre, e nel 1971 venne nominato bagnino dell'anno.

## Disperso in mare
Nel 1978 una società polinesiana cercava volontari per un viaggio di oltre 4000 km da affrontarsi in 30 giorni, per ripercorrere le tracce delle antiche migrazioni tra le Hawaii e l'arcipelago di Tahiti. A 31 anni Aikau si unisce alla ciurma della Hokulea, e l'imbarcazione salpa dalle Hawaii il 16 marzo del 1978. Lo scafo inizia a imbarcare acqua su di un lato e si capovolge a 19 km dall'isola di Molokai. Per cercare soccorso, Aikau tenta di raggiungere Lanai nuotando sulla sua tavola da surf. Mentre il resto della ciurma venne recuperato da una corvetta della guardia costiera, Aikau sembra sparito. Si era tolto il giubbino di salvataggio sulla tavola da surf per facilitare la nuotata. La ricerca di Aikau è stata la più grande operazione di ricerca aerea della storia delle Hawaii, ma il corpo del surfista non è stato mai ritrovato.

## Gara in memoria di Aikau
In memoria di Aikau, l'azienda produttrice di mute da surf Quiksilver sponsorizza una competizione chiamata The Eddie nella baia di Waimea.
Fin dalla sua nascita nel 1985 la gara si è svolta solo 8 volte, a causa delle condizioni necessarie affinché si possa disputare. Il regolamento prevede infatti che per dare il via alla competizione ci debbano essere onde alte almeno 20 piedi. L'ultimo torneo si è svolto nel 2016, e le onde hanno raggiunto i 30 piedi e oltre. Alla gara vengono invitati unicamente 28 surfisti di onde giganti, e non ammette l'utilizzo di moto d'acqua per prendere le onde. L'edizione svolta nel 1987 è stata vinta dal fratello minore di Eddie, Clyde Aikau.